# Allendorf (Greifenstein)
Allendorf is een plaats in de Duitse gemeente Greifenstein (Hessen), deelstaat Hessen, en telt 1227 inwoners (2007).